# Прозвища Хьюстона

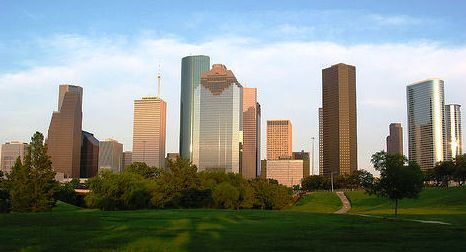
Хьюстон

Хьюстон, четвёртый по величине город США и крупнейший город Техаса, имеет множество прозвищ, которые отражают особенности географии, экономики, спортивных и культурных достижений города. Они часто используются в средствах массовой информации и в культуре вместо слова «Хьюстон».
Город имеет только одно официальное прозвище — «город космонавтики» («Space City»), так как он играет важную роль в отечественной и мировой космонавтике, там находится космический центр имени Линдона Джонсона. Однако первое прозвище «город магнолий» («Magnolia City»), которое употреблялось среди жителей, появилось ещё в 1870-х годах, но в настоящий момент оно потеряло свою актуальность. В последние десятилетия Хьюстон пополнился большим количеством прозвищ, источниками которых являлись местные хип-хоп субкультуры и различные события. Самым новым прозвищем является «большое сердце» («The Big Heart») за размещение около 150 000 пострадавших от урагана «Катрина» на стадионах Хьюстона. Всего Хьюстон имеет 12 прозвищ.

## Официальные прозвища

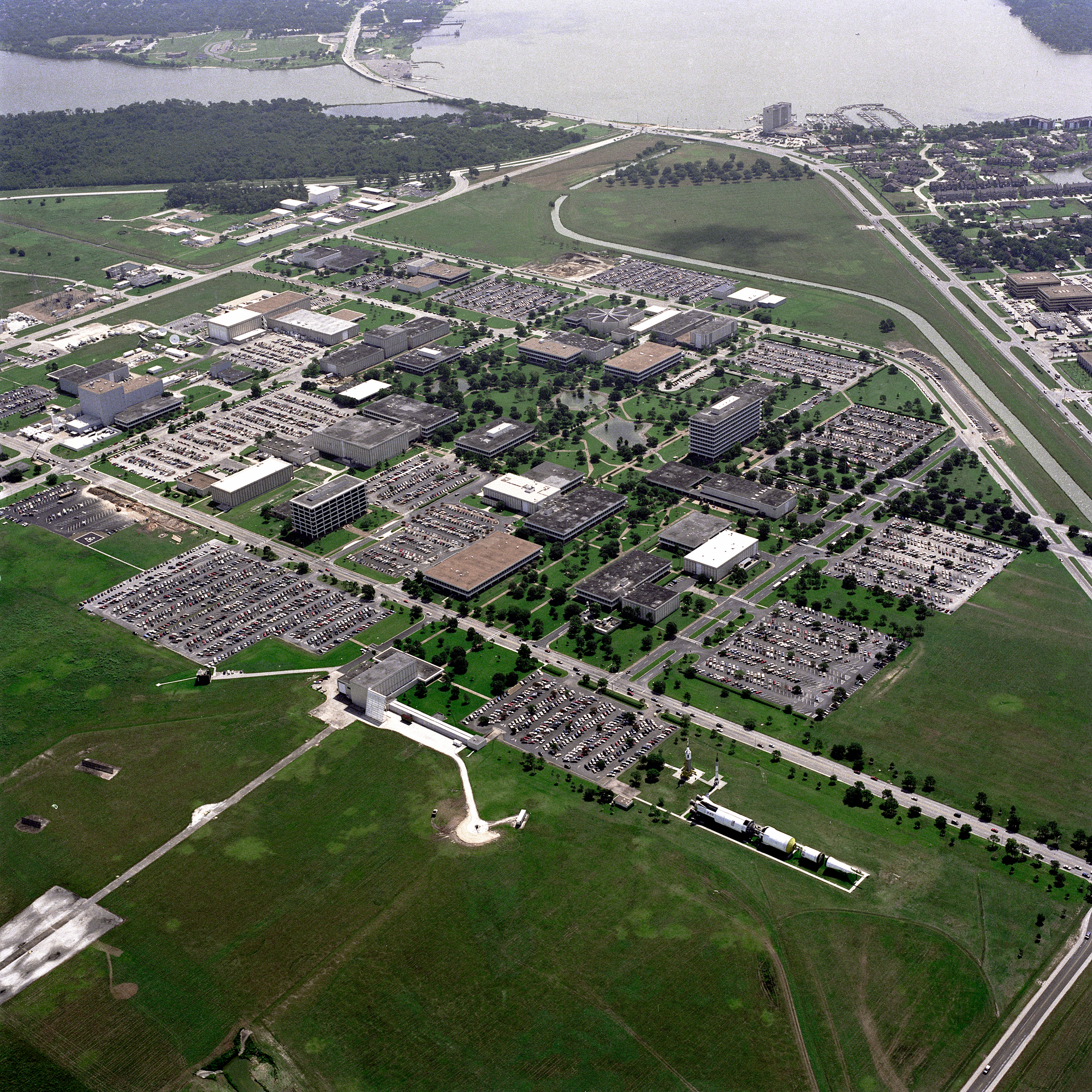
Космический центр

### Город космонавтики
Единственным официальным прозвищем Хьюстона является «Space City», которое можно перевести, как «космический город», «город космонавтики» или «космоград». Главная причина — в Хьюстоне находится космический центр имени Линдона Джонсона. В 1958 году было решено создать космический центр в Хьюстоне, в связи с законом «National Aeronautics and Space Act» о развитии отечественной космонавтики. Космический центр появился в 1961 году, а в 1973 году переименован в честь Линдона Джонсона — сенатора от штата Техас и 36-го президента США, умершего в том же году. В настоящее время это центр NASA по разработке пилотируемых космических кораблей, обучению астронавтов и подготовке пилотируемых космических полетов, центр управления и контроля за космическими полётами. На мемориальной доске в парке Спокойствия нанесены слова, которые сказал астронавт Нил Армстронг во время миссии Аполлон-11 (первый полёт человека на луну): Хьюстон, говорит База Спокойствия. Орёл сел.

## Неофициальные прозвища

### Популярные прозвища
Хьюстон имеет прозвище «Bayou City» (город заливов), данное из-за множества рек на территории города. В городе протекают четыре реки. Основная, Буффало-Байю, проходит через центр города и хьюстонский судоходный канал, и имеет три притока: Брес-Байю протекает вдоль района Техасского медицинского центра, Симс-Байю проходит через южную часть города, Уайт-Ок-Байю пробегает через северную часть города. Буффало-Байю занимает значительное место в истории Техаса, на её берегах произошла решающая битва при Сан-Хасинто, в которой победили техасцы, в результате чего Республика Техас получила независимость. Позднее рядом с этим местом был основал город Хьюстон.
|                                  |  |                                                                    |  |                        |
| Буффало-Байю на западе Хьюстона. |  | Слияние Уайт-Ок-Байю и Буффало-Байю. Место, где был основан город. |  | Битва при Сан-Хасинто. |

Ещё одно популярное прозвище — «H-Town». Это прозвище обычно используется как на федеральном, так и на международном уровнях, особенно в развлекательной сфере. В городе ежегодно проходит музыкальный фестиваль «H-Town Blues Festival», есть арена H-Town, в которой с 1970 года проводятся различные мероприятия. В начале 1990-х годов в Хьюстоне сформировалась группа H-Town.

### Исторические прозвища

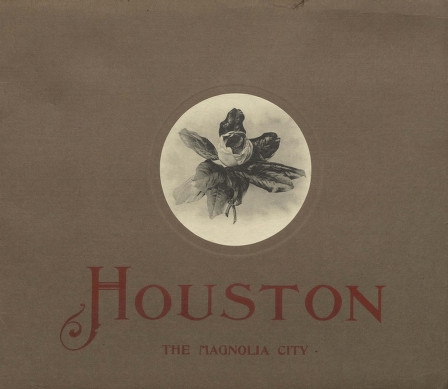
Брошюра 1912 года

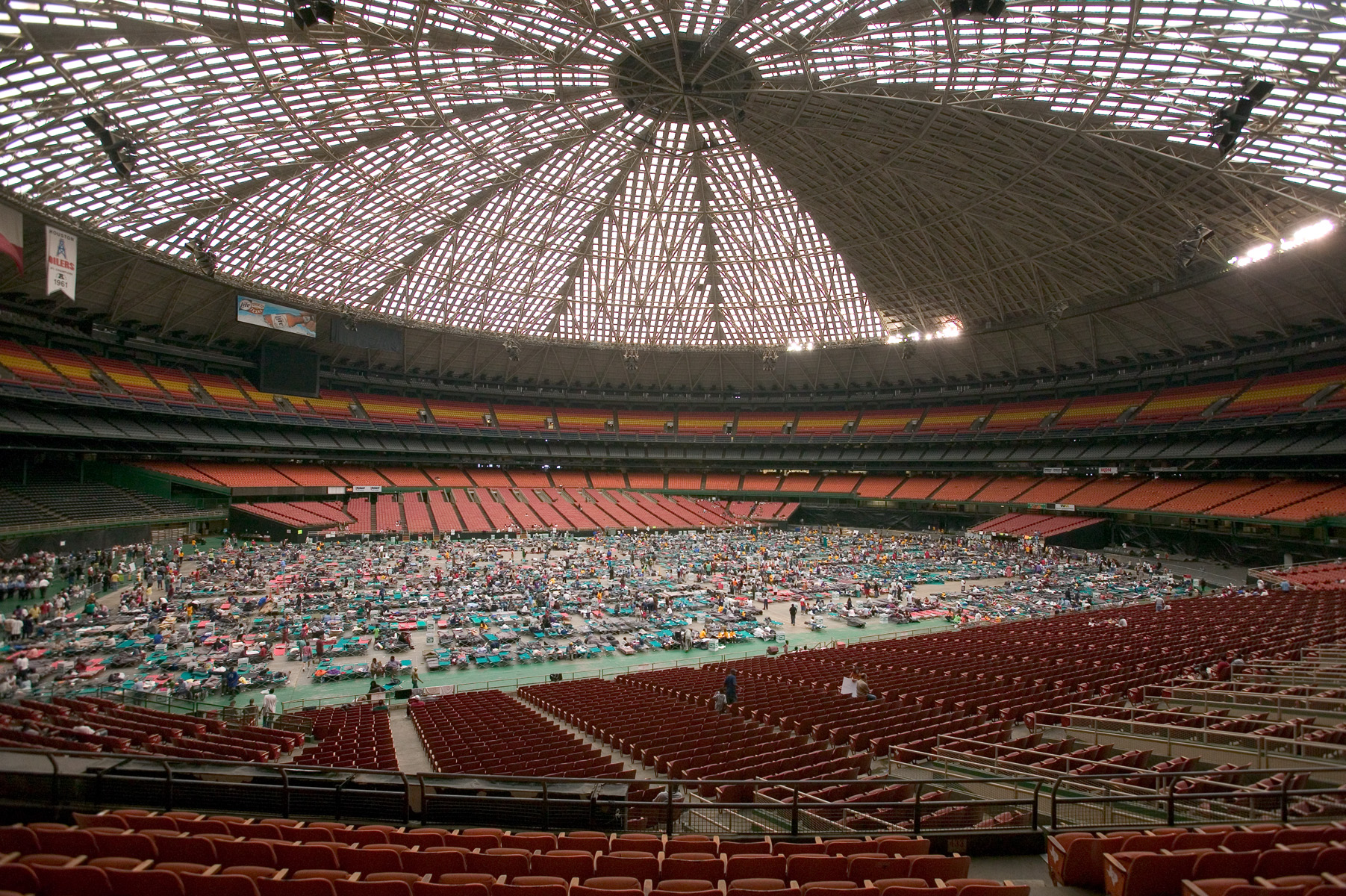
Релиант Астродом после урагана «Катрина»

Самым старым прозвищем является «Magnolia City» (город магнолий). Впервые в документированном виде это прозвище упоминается в номере газеты «The Texas World», вышедшей в 1900 году. Но жители города употребляли это выражение уже с 1870-х годов. Это связано с тем, что раньше на востоке Хьюстона существовал район «парк магнолий», в 1920-х годах район исчез из-за расширения города. Прозвище «город магнолий» иногда употребляется в СМИ.
В конце 1970-х годов в Хьюстоне произошёл резкий скачок населения. В Техас в основном переселялись люди из Ржавого пояса. Благодаря этому Хьюстон получил прозвище «Capital of the Sunbelt» («столица Солнечного пояса»). У новых жителей появилась возможность работать в бурно растущей после нефтяного кризиса 1973 года нефтяной промышленности.
Прозвище «Clutch City» («город концовок») получил Хьюстон после побед команды Хьюстон Рокетс в чемпионате НБА два года подряд (1994 и 1995 годы).
Прозвище «The Big Heart» («большое сердце») появилось после эвакуации в Хьюстон из Луизианы около 150 000 человек из-за урагана «Катрина» в 2005 году. Большинство людей находилось на стадионе Релиант Астродом, спортивные мероприятия были отменены. Мэр Хьюстона Билл Уайт сказал: Это был настоящий успех, что мы смогли помочь нашим соседям из Луизианы. Пришлось смириться, но мы показали всему миру невероятный талант нашего города и наше большое сердце. Вице-председатель ассоциации ACORN Katrina Survivors Анджело Эдвардс заявил: Никакой другой город не обеспечил пострадавших помощью и ресурсами, как Хьюстон.

### Прозвища тем субкультуры
Прозвище «Screwston» является современным в Хьюстоне, появилось из-за творчества DJ Screw. Оно широко распространяется среди поклонников DJ. В 1990-е годы в городе был популярен музыкальный стиль chopped and screwed, созданный DJ Screw.
Известные Хьюстонские группы и исполнители употребляли наркотический напиток, изготовляемый из сиропа от кашля и кодеина. Этот напиток называют пурпурным, реже, фиолетовым желе или Техасским чаем. Так Хьюстон и получил прозвище «City of Syrup» («город сиропа» или «сиропный город»). Диджей Big Moe выпустил в 2000 году выпустил альбом «City of Syrup».

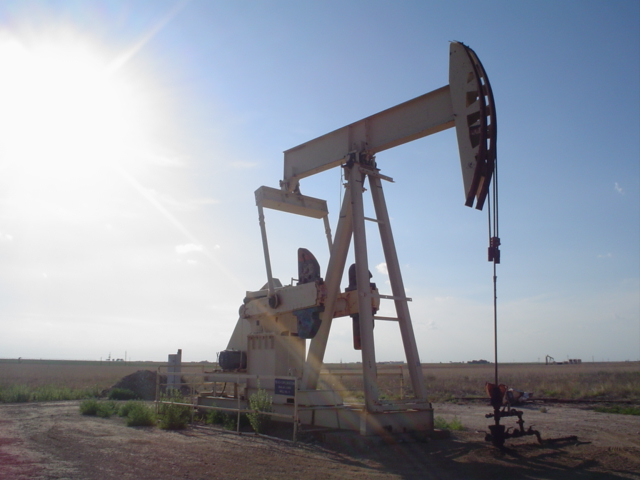
Нефтяная скважина в Техасе

Прозвище «Hustletown» происходит от другого прозвища — «H-Town». Это прозвище распространено в Хьюстонской хип-хоп культуре, однако его происхождение неизвестно.

### Маркетинговые прозвища
Хьюстон часто называют «энергетической столицей мира» («Energy Capital of the World») или «нефтяной столицей мира» («Oil Capital of the World»). Хьюстон доминирует в экономике США в сфере разведки и добычи нефти и природного газа. В городе находятся более 5000 энергетических фирм, 13 из 20 крупнейших в США компаний в отрасли газодобычи, 17 энергетических компаний из списка Fortune 500, 170 компаний-операторов трубопроводов. Также Хьюстон является членом Всемирного партнёрства энергетических городов.